# Ectropis decertaria
Ectropis decertaria är en fjärilsart som beskrevs av Walker 1860. Ectropis decertaria ingår i släktet Ectropis och familjen mätare. Inga underarter finns listade i Catalogue of Life.